# ساختمان آموزش و پرورش رودسر
ساختمان آموزش و پرورش رودسر مربوط به دوره پهلوی اول است و در رودسر، ضلع جنوبی میدان شهرداری واقع شده و این اثر در تاریخ ۲ بهمن ۱۳۸۲ با شمارهٔ ثبت ۱۰۷۸۴ به‌عنوان یکی از آثار ملی ایران به ثبت رسیده‌است.
این ساختمان یکی از نه ساختمانی هست که در مجموعه میدان شهرداری رودسر واقع شده است.شایان ذکر است این مجموعه در بین سال‌های ۱۳۱۳ تا ۱۳۱۸ ساخته شده و کامل ترین مجموعه ی میدان رضاشاهی در شمال کشور است که شامل نه ساختمان اداری ِ شهرداری،ثبت احوال،پست و تلگراف،دارایی،شهربانی،دادگاه،ثبت اسناد و املاک، ژاندارمری و فرهنگ می باشد و به سبک معماری آلمانی و با ویژگی ِ تمرکز کلیه ی ادارات دولتی در یک کُلُنی یا مجموعه ساخته شده است. هر یک از این ساختمان ها دارای گچ بری های زیبا و منحصر به فرد بوده و به عنوان یکی از جاذبه های تاریخی جذاب و دیدنی شهر رودسر شمرده می شوند.